# Perevoznoje (kraj Primorje)
Perevoznoje (Russisch: Перевозное) of Perevoznaja (Перевозная) is een plaats (selo) in de selskoje poselenieje van Bezverchovo van het district Chasanski in het uiterste zuidwesten van de Russische kraj Primorje. De plaats werd gesticht in 1924 en telt 375 inwoners (1 januari 2005). Nabij de plaats lag in de Koude Oorlog de luchtmachtbasis Soechaja Retsjka nabij de gelijknamige plaats. In de plaats bevinden zich een monument voor gesneuvelde luchtmachtpiloten tijdens de Tweede Wereldoorlog (Operatie Augustusstorm).

## Geografie
De plaats ligt aan de kust van de Perevoznajabocht van de Amoerbaai nabij het Lomonosovschiereiland. De plaats ligt over de weg op 24 kilometer verwijderd van de rijksweg Razdolnoje - Chasan (A189) en ligt op 52 kilometer van het districtcentrum Slavjanka en ongeveer 153 kilometer van Vladivostok. Het dichtstbijzijnde spoorstation Kedrovaja bevindt zich 3 kilometer noordwestelijker.
Bestuurlijk centrum: Slavjanka

Andrejevka · Bamboerovo · Barabasj · Barsovy · Baza Kroeglaja · Bezverchovo · Chasan · Filippovka · Gvozdevo · Kamysjovoje · Kedrovaja · Kraskino · Kravtsovka · Lebedinoje · Majak Bjoesse · Majak Gamova · Narva · Ovtsjinnikovo · Perevoznoje · Pojma · Posjet · Pozjarski · Primorski · Provalovo · Risovaja Pad · Rjazanovka · Romasjka · Sjachtjorskoje · Soechaja Retsjka · Soechanovka · Tsoekanovo · Vitjaz · Zajsanovka · Zanadvorovka · Zaroebino